# Vasilis Soukas
Vasilis Soukas (griechisch Βασίλης Σούκας, auch Vassilis Soukas; * 25. März 1931 in Komboti in der Nähe von Arta; † 28. Juni 1993) war ein griechischer Klarinettist.
Soukas entstammte einer Musikerfamilie; sein Vater Anastasios Soukas und sein gleichnamiger Urgroßvater spielten Klarinette, sein Großvater Theodoros Soukas Geige. Er selbst lernte im Alter von fünf Jahren  Laouto und spielte in der Musikgruppe seiner Familie. Zwölfjährig begann er Gitarre, Santur und Cymbal zu spielen und nahm den ersten Klarinettenunterricht. Er wechselte dann ganz zur Klarinette und ging 1959 nach Athen.
Dort trat er in allen namhaften Kulturzentren und auf leitete bald das Glykoharama mit Partnern wie Gioula Kotrosou, Aleko Kostas, Sofia Papakosta und Thanasis Varama. Seit Mitte der 1960er Jahre arbeitete er außerdem für Marten Gesars Label Pan Vox, wo er klassische und moderne Folk-Songs produzierte. Besonders erfolgreich war seine Zusammenarbeit mit Nikos Saragoudas, Giorgos Kourtis,  Christos Fotiou und von 1973 bis 1976 mit Thanasis Varsamas. 1993 gab er in Athen sein letztes Konzert mit Ross Daly und
Michalis Stavrakakis.